# Hirtella tentaculata
Hirtella tentaculata là một loài thực vật có hoa trong họ Cám. Loài này được Poepp. mô tả khoa học đầu tiên năm 1845.